# Closteromerus glabricollis
Closteromerus glabricollis är en skalbaggsart som beskrevs av Hintz 1919. Closteromerus glabricollis ingår i släktet Closteromerus och familjen långhorningar. Inga underarter finns listade i Catalogue of Life.